# Уильямсон, Корлисс
Корлисс Мондари Уильямсон (англ. Corliss Mondari Williamson; родился 4 декабря 1973 года, Расселвилл, штат Арканзас) — американский профессиональный баскетболист и тренер, в настоящее время работающий ассистентом главного тренера команды НБА «Орландо Мэджик».

## Ранние годы
Корлисс Уильямсон родился в городе Расселвилл (штат Арканзас) в семье Джерри и Бетти Уильямсон, учился в Расселвиллской школе, в которой играл за местную баскетбольную команду, а в 1986 году стал лауреатом приза Gatorade лучшему баскетболисту года среди старшеклассников. В 1995 году закончил Арканзасский университет, где в течение четырёх лет играл за команду «Арканзас Рейзорбэкс», в которой провёл успешную карьеру, набрав в итоге 1728 очков и 647 подборов, к тому же один раз помог выиграть своей команде регулярный чемпионат Юго-Восточной конференции (1994). Кроме того «Рейзорбэкс» два года подряд (1994—1995) выходили в финал студенческого чемпионата США, а в 1994 году стали чемпионами Национальной ассоциации студенческого спорта (NCAA), Уильямсон же был признан самым выдающимся игроком этого баскетбольного турнира.

## Карьера игрока
Играл на позиции лёгкого форварда и тяжёлого форварда. В 1995 году был выбран на драфте НБА под 13-м номером командой «Сакраменто Кингз». Позже выступал за команды «Торонто Рэпторс», «Детройт Пистонс» и «Филадельфия Севенти Сиксерс». Всего в НБА провёл 12 сезонов. В сезоне 2003/2004 годов Уильямсон стал чемпионом НБА в составе «Пистонс». В 2002 году признавался лучшим шестым игроком НБА. Два года подряд признавался баскетболистом года среди студентов конференции Southeastern (1994—1995), а также два года подряд включался во 2-ю всеамериканскую сборную NCAA (1994—1995). Всего за карьеру в НБА сыграл 822 игры, в которых набрал 9147 очков (в среднем 11,1 за игру), сделал 3183 подбора, 972 передачи, 462 перехвата и 261 блок-шот.
В 1993 году Корлисс Уильямсон стал в составе сборной США чемпионом чемпионата мира по баскетболу среди молодёжных команд в Вальядолиде.

## Тренерская карьера
После завершения профессиональной карьеры игрока Уильямсон работал на должности помощника главного тренера студенческой команды «Арканзас Баптист» (2007—2009), а потом целый сезон был уже её главным тренером (2009—2010), сменив на этом посту Чарльза Рипли. Затем на протяжении трёх лет руководил студенческой командой «Централ Арканзас Бирс» (2010—2013). 2 августа 2013 года Уильямсон устроился на должность ассистента главного тренера в родную команду «Сакраменто Кингз», в которой, будучи игроком, отыграл семь сезонов.

## Статистика

### Статистика в НБА
| Сезон                                                                                    | Команда     | Регулярный сезон | Регулярный сезон | Регулярный сезон | Регулярный сезон | Регулярный сезон | Регулярный сезон | Регулярный сезон | Регулярный сезон | Регулярный сезон | Регулярный сезон | Регулярный сезон | Серия плей-офф | Серия плей-офф | Серия плей-офф | Серия плей-офф | Серия плей-офф | Серия плей-офф | Серия плей-офф | Серия плей-офф | Серия плей-офф | Серия плей-офф | Серия плей-офф |
| Сезон                                                                                    | Команда     | GP               | GS               | MPG              | FG%              | 3P%              | FT%              | RPG              | APG              | SPG              | BPG              | PPG              | GP             | GS             | MPG            | FG%            | 3P%            | FT%            | RPG            | APG            | SPG            | BPG            | PPG            |
| ---------------------------------------------------------------------------------------- | ----------- | ---------------- | ---------------- | ---------------- | ---------------- | ---------------- | ---------------- | ---------------- | ---------------- | ---------------- | ---------------- | ---------------- | -------------- | -------------- | -------------- | -------------- | -------------- | -------------- | -------------- | -------------- | -------------- | -------------- | -------------- |
| 1995/96                                                                                  | Сакраменто  | 53               | 3                | 11,5             | 46,6             | 0,0              | 56,0             | 2,2              | 0,4              | 0,2              | 0,2              | 5,6              | 1              | 0              | 2,0            | 0,0            | 0,0            | 100,0          | 0,0            | 0,0            | 0,0            | 0,0            | 1,0            |
| 1996/97                                                                                  | Сакраменто  | 79               | 31               | 25,2             | 49,8             | 0,0              | 68,9             | 4,1              | 1,6              | 0,8              | 0,6              | 11,6             | Не участвовал  | Не участвовал  | Не участвовал  | Не участвовал  | Не участвовал  | Не участвовал  | Не участвовал  | Не участвовал  | Не участвовал  | Не участвовал  | Не участвовал  |
| 1997/98                                                                                  | Сакраменто  | 79               | 75               | 35,7             | 49,5             | 0,0              | 63,0             | 5,6              | 2,9              | 1,0              | 0,6              | 17,7             | Не участвовал  | Не участвовал  | Не участвовал  | Не участвовал  | Не участвовал  | Не участвовал  | Не участвовал  | Не участвовал  | Не участвовал  | Не участвовал  | Не участвовал  |
| 1998/99                                                                                  | Сакраменто  | 50               | 50               | 27,5             | 48,5             | 20,0             | 63,8             | 4,1              | 1,3              | 0,6              | 0,2              | 13,2             | 5              | 5              | 26,0           | 57,5           | 0,0            | 70,0           | 3,2            | 1,2            | 0,4            | 0,2            | 10,6           |
| 1999/00                                                                                  | Сакраменто  | 76               | 76               | 22,5             | 50,0             | 0,0              | 76,9             | 3,8              | 1,1              | 0,5              | 0,3              | 10,3             | 5              | 5              | 17,4           | 68,8           | 0,0            | 91,7           | 3,0            | 0,2            | 0,2            | 0,0            | 6,6            |
| 2000/01                                                                                  | Торонто     | 42               | 31               | 21,1             | 47,1             | 0,0              | 64,6             | 3,6              | 0,8              | 0,4              | 0,3              | 9,3              | Не участвовал  | Не участвовал  | Не участвовал  | Не участвовал  | Не участвовал  | Не участвовал  | Не участвовал  | Не участвовал  | Не участвовал  | Не участвовал  | Не участвовал  |
| 2000/01                                                                                  | Детройт     | 27               | 9                | 29,6             | 53,4             | 0,0              | 62,6             | 6,2              | 1,0              | 1,3              | 0,3              | 15,2             | Не участвовал  | Не участвовал  | Не участвовал  | Не участвовал  | Не участвовал  | Не участвовал  | Не участвовал  | Не участвовал  | Не участвовал  | Не участвовал  | Не участвовал  |
| 2001/02                                                                                  | Детройт     | 78               | 8                | 21,8             | 51,0             | 20,0             | 80,5             | 4,1              | 1,2              | 0,6              | 0,3              | 13,6             | 10             | 1              | 26,9           | 46,4           | 0,0            | 76,3           | 5,3            | 1,0            | 0,9            | 0,2            | 13,3           |
| 2002/03                                                                                  | Детройт     | 82               | 1                | 25,1             | 45,3             | 18,2             | 79,0             | 4,4              | 1,3              | 0,5              | 0,3              | 12,0             | 15             | 0              | 15,5           | 41,1           | 0,0            | 74,1           | 2,2            | 1,0            | 0,3            | 0,2            | 7,8            |
| 2003/04                                                                                  | Детройт     | 79               | 0                | 19,9             | 50,5             | 0,0              | 73,1             | 3,2              | 0,7              | 0,4              | 0,3              | 9,5              | 22             | 0              | 14,9           | 36,4           | 0,0            | 80,9           | 2,2            | 0,7            | 0,3            | 0,1            | 5,7            |
| 2004/05                                                                                  | Филадельфия | 48               | 5                | 22,0             | 46,5             | 0,0              | 78,8             | 3,7              | 0,9              | 0,5              | 0,3              | 10,8             | Не участвовал  | Не участвовал  | Не участвовал  | Не участвовал  | Не участвовал  | Не участвовал  | Не участвовал  | Не участвовал  | Не участвовал  | Не участвовал  | Не участвовал  |
| 2004/05                                                                                  | Сакраменто  | 24               | 4                | 19,6             | 47,3             | 0,0              | 82,3             | 3,4              | 1,5              | 0,5              | 0,1              | 9,3              | 5              | 0              | 8,0            | 37,5           | 0,0            | 77,8           | 1,2            | 0,6            | 0,2            | 0,4            | 5,2            |
| 2005/06                                                                                  | Сакраменто  | 37               | 0                | 9,8              | 41,7             | 100,0            | 77,6             | 1,8              | 0,4              | 0,2              | 0,1              | 3,4              | 3              | 0              | 3,8            | 40,0           | 0,0            | 100,0          | 0,3            | 0,0            | 0,0            | 0,0            | 2,3            |
| 2006/07                                                                                  | Сакраменто  | 68               | 1                | 19,7             | 51,0             | 0,0              | 71,5             | 3,3              | 0,6              | 0,4              | 0,2              | 9,1              | Не участвовал  | Не участвовал  | Не участвовал  | Не участвовал  | Не участвовал  | Не участвовал  | Не участвовал  | Не участвовал  | Не участвовал  | Не участвовал  | Не участвовал  |
|                                                                                          | Всего       | 822              | 294              | 22,8             | 49,0             | 13,6             | 71,4             | 3,9              | 1,2              | 0,6              | 0,3              | 11,1             | 66             | 11             | 16,7           | 43,6           | 0,0            | 78,1           | 2,6            | 0,8            | 0,3            | 0,2            | 7,5            |
| Наведите курсор мыши на аббревиатуры в заголовке таблицы, чтобы прочесть их расшифровку. |             |                  |                  |                  |                  |                  |                  |                  |                  |                  |                  |                  |                |                |                |                |                |                |                |                |                |                |                |